# Ломжинская губерния
Ломжинская губерния (пол. Gubernia łomżyńska) — губерния Царства Польского и Российской империи (1867—1917). Губернский город — Ломжа.

## География

### Географическое положение
Ломжинская губерния занимает южную часть обширной низменности, простирающейся между pеками Одером и Западной Двиной; граничит: с севера — с Пруссией, с запада (границей служит река Омулев) — с губернией Плоцкой, с юга (граница — река Буг) — с Варшавской и Седлецкой, с востока (реки Нужец, Лиза, Нарев и Бобр) — с Гродненской, с северо-востока — с Сувалкской губернией. По пространству Ломжинской губернии до последнего времени занимала 7-е место (10621 квадратных вёрст) в ряду польских губерний, но с перечислением Пултуского уезда в состав Варшавской губернии (в январе 1894 г.) она уменьшилась до 9280 кв. вёрст и заняла 9-е место.

### Административное устройство
При учреждении Ломжинской губернии в 1867 г. в её состав вошли уезды Щучинский, Кольненский, Ломжинский, Мазовецкий, отобранные от бывшей Августовской губернии, и уезды Остроленский, Островский, Маковский и Пултуский, отошедшие от Плоцкой губернии. Занимает северо-восточную часть древней Мазовии (за исключением Ливской земли, слитой с Седлецкой губернией) и часть Подлесья — Тякоцинский округ, принадлежавший к земле Бельской.
С перечислением в 1893 году Пултуского уезда в состав Варшавской губернии Ломжинская губерния разделяется на 7 уездов, заключающих 7 городов, 24 посада и 72 гмины (2 посадских, 21 смешанных и 49 сельских).
| № | Уезд         | Уездный город            | Площадь, вёрст² | Население (1897), чел. |
| - | ------------ | ------------------------ | --------------- | ---------------------- |
| 1 | Кольненский  | Кольно (4 891 чел.)      | 1 343,7         | 73 686                 |
| 2 | Ломжинский   | Ломжа (26 093 чел.)      | 1 589,5         | 117 542                |
| 3 | Мазовецкий   | Мазовецк (3 246 чел.)    | 1 246,3         | 72 431                 |
| 4 | Маковский    | Маков (7 206 чел.)       | 1 012,8         | 62 628                 |
| 5 | Островский   | Остров (10 471 чел.)     | 1 375,0         | 98 691                 |
| 6 | Остроленский | Остроленка (12 949 чел.) | 1 424,2         | 88 486                 |
| 7 | Щучинский    | Щучин (5 756 чел.)       | 1 274,4         | 66 128                 |

В 1912 году, с упразднением Седлецкой губернии, от неё к Ломжинской губернии присоединён Венгровский уезд.

### Рельеф, гидрография
Ломжинская губерния представляет всхолмлённую площадь с многочисленными и обширными оврагами и низинами; последние представляют собой болотистое дно доисторических озёр. Два значительных озера Серафин (в Кольненском уезде) и Малешевское (в Ломжинском уезде) и теперь ещё могут служить наглядным примером быстрого понижении горизонта озёрных вод, вызванного быстрым истреблением лесов. Средняя и восточная части губернии более возвышены; возвышенность тянется к северу до Райгрода Щучинского уезда, отсюда, быстро расширяясь, она направляется на Граево и Щучин и тянется дальше от границ Пруссии до pек Бобра и Нарева; обе реки обязаны ей своими живописными, крутыми и высокими берегами.
На запад от Ломжи площадь постепенно понижается, далее песчаные возвышенности встречаются уже только отдельно, чередуясь с обширными болотистыми долинами. По направлению к югу эта возвышенность тянется до Остроленки, отсюда на Селюнь (pl:Sieluń), Рожаны, Маков и под конец над рекой Оржицем (притоком реки Нарева с правой стороны), в окрестностях деревни Кршижава (pl:Krzyżewo-Jurki, Маковского уезда), образует довольно значительный холм. По ту сторону Оржица горная цепь, состоящая из отдельных холмов этой возвышенности, продолжается вдоль правого берега Нарева на Пултуск, Сероцк (Зег[р]же; pl:Zegrze) и окончательно обрывается близ Новогеоргиевской крепости (бывший Модлин). Такова конфигурация площади губернии по правой стороне реки Нарева; другая половина губернии, по левой стороне Нарева, между последней и рекой Бугом, имеет одну только возвышенность, достигающая 800 футов над уровнем моря. Вся эта площадь представляет плоскогорье, кое-где усеянное холмами; оно образует продолговатый 4-угольник. Конечными точками которого являются Новогрод, Ломжа, Замбров и Шумово (pl:Szumowo (powiat zambrowski)), а наивысшая точка на этом плоскогорье, находящаяся между деревнями Гельчином (pl:Giełczyn (powiat łomżyński)), Бачами и Глембочем (pl:Głębocz Wielki), покрытом сплошным лесом, носит название «Червонный Бор» (pl:Czerwony Bór (las)). Это плоскогорье является естественным водоразделом рек, текущих в Нарев и Буг. Остальная часть площади, между pеками Наревом и Бугом, представляет совершенную плоскость.
Буг в пределах Ломжинской губернии имеет низкие берега и широко разливается весной; левый берег Нарева также довольно плоский и только недалеко от точки слияния берега обеих рек становятся более возвышенными. Низины и болота, занимая огромные пространства и являясь остатком давно высохших рек и озёр, покрыты лесами и только в знойные лета немного уменьшаются; большинство этих болот посредством подпочвенных водных артерий соединяется с другими болотами или озёрами в одно целое; они непроходимы даже в жаркое лето. Несколько попыток, сделанных в середине текущего столетия к осушению огромных болотистых пространств, не привели ни к чему. Более значительные из этих болот раскинуты по речным долинам Егржня, Лыке и Бобра, к востоку от Райгрода и Граева, и по реках Висле и Нареву, болота гацкие (pl:Gać (dopływ Narwi)) и тыкоцинские.
Важнейшая река Ломжинской губернии — Нарев — в верхнем течении проходит по границе с Гродненской губернией, а в среднем и нижнем течении прорезывает губернию, под Сероцком соединяется с Бугом, и вскоре соединённые реки впадают в Вислу в пределах Варшавской губернии. Почти ¾ всего протяжения (120 вёрст) этой реки принадлежат Ломжинской губернии. На её берегах расположены важнейшие города: Ломжа, Остроленск, Тыкоцин и причисленный к Варшавской губернии Пултуск. В верхнем пограничном своём течении Нарев, в особенности летом, мелководен и несудоходен, но выше Тыкоцина по нем ходят барки-берлины и большие пароходы. Важны пристани на этой реке: Визна, Ломжа, Новигрод, Остроленка, Пултуск, Сероцк и Новый-Двор (пристани, отмеченные курсивом, с 1894 г. находятся в пределах Варшавской губернии). Главный предмет сплава по этой реке — лес. Важнейшие из притоков Нарева: Бобр (Biebrza) течёт по границе с Гродненской губернии около 140 вёрст и затем входит в пределы Ломжинской губернии, где после 40 вёрст течения впадает в Нарев; главные пристани: Дембово (pl:Dębowo (powiat augustowski)) и Осовец. Бобр принадлежит к системе Августовского канала, соединяющего Неман с Вислой. Оба притока Бобра — Лык (pl:Ełk (rzeka), с притоком Егжня) и Висса (pl:Wissa) — берут начало в писких болотах (Мазурского поозерья); Писа берёт начало в Пруссии (там же), течёт по Кольненскому уезду и впадает в Нарев; Сква (Шква; pl:Szkwa), Розога (pl:Rozoga), Омулев (pl:Omulew) — все эти притоки орошают местность, на которой издревле обитают «пущаники» или курпики (см. ниже); Оржич берёт начало в Пруссии и, вступив в пределы Плоцкой губернии у пос. Хоржеле, течёт до деревни Длугоконты (pl:Długokąty (powiat mławski)), где скрывается под поверхностью земли и снова появляется на свет только близ деревни Гржебским (pl:Grzebsk). Оржич) (Орзиц тож) принадлежит Ломжинской губернии только нижним, весьма быстрым течением. С левой стороны в неё впадают: Лиза, текущая по границе губернии; Слина (pl:Ślina (rzeka)) орошает Мазовецкий уезд; Яблонь (pl:Jabłonka (dopływ Gaci)), вытекающая из Червонного бора, отличается множеством образуемых ею болот; Рузь (pl:Ruż) берёт начало в Червонном бору, орошает уезды Ломжинский и Остроленский; Орж (pl:Orz) вытекает из Червонного бора, прирезывает Ломжинский и Остроленский уезды; прибрежья этой реки славятся постоянными и высокими урожаями, чем значительно отличаются от всех перечисленных рек.
Другую водную систему, несколько менее важную для Ломжинской губернии, представляет Западный Буг с того места, когда, изменив своё течение с севера на юг, направляется прямо на запад; он, вступив в пределы Царства Польского, образует границу между Ломжинской губернии с одной стороны и Седлецкой и Варшавской с другой и близ посада Сероцка Пултуского уезда сливается с Наревом. Значение этой реки как пути сообщения второстепенное. Из притоков Буга в пределах губернии два, с правой стороны, заслуживают упоминания: Нугрец по границе Ломжинской с Гродненской губернией и Брок (pl:Brok (rzeka)) с  Брочинком (pl:Brok Mały) текущие по Мазовецкому и Островскому уездам и орошающие самую густонаселённую часть губернии.
Озёр особенно много в северной части Щучинского уезда, заключающей обширную сеть небольших озёр, чередующихся с глинистыми возвышенностями: Райгродское озеро (pl:Jezioro Rajgrodzkie) занимает пространство в 5 тысяч десятин, из коих 1496 десятин находятся в пределах Царства Польского; Дренство (pl:Dręstwo (jezioro)) — вдвое меньше предыдущего озера, и др. Эти озёра богаты рыбой, в особенности уклейкой. В остальной части губернии самое значительное озеро — Серафин (pl:Serafin (jezioro)), до 100 морг., находится в периоде зарастания.

### Полезные ископаемые
Ископаемые богатства губернии ограничиваются почти одними только торфяниками.

## Руководство губернии

### Губернаторы
| Ф. И. О.                     | Титул, чин, звание                                         | Время замещения должности |
| ---------------------------- | ---------------------------------------------------------- | ------------------------- |
| Менкин Василий Дмитриевич    | действительный статский советник                           | 01.01.1867—19.12.1880     |
| Толочанов Аркадий Андреевич  | действительный статский советник                           | 19.12.1880—15.10.1883     |
| Эссен Рейнгольд Васильевич   | действительный статский советник (тайный советник)         | 10.11.1883—17.04.1896     |
| Роговской Александр Иванович | генерал-майор                                              | 19.07.1896—15.03.1897     |
| Щировский Евгений Павлович   | действительный статский советник                           | 22.03.1897—02.05.1897     |
| Корф Семён Николаевич        | барон, действительный статский советник в звании камергера | 02.05.1897—20.01.1907     |
| Татищев Дмитрий Николаевич   | граф, статский советник                                    | 20.01.1907—30.06.1909     |
| Папудогло Семён Павлович     | действительный статский советник                           | 30.06.1909—1917           |

### Вице-губернаторы
| Ф. И. О.                                | Титул, чин, звание                      | Время замещения должности |
| --------------------------------------- | --------------------------------------- | ------------------------- |
| Энгельгардт Александр Андреевич         | отставной штабс-ротмистр                | 01.01.1867—10.06.1870     |
| Леонтьев Егор Николаевич                | коллежский советник                     | 10.06.1870—08.07.1876     |
| Долгоруков Василий Михайлович           | князь, коллежский советник              | 14.10.1876—12.11.1876     |
| Буксгевден Рудольф Оттонович            | барон, подполковник (статский советник) | 12.11.1876—15.12.1883     |
| Севастьянов Михаил Николаевич           | действительный статский советник        | 15.12.1883—08.10.1887     |
| Богданович Николай Модестович           | коллежский советник                     | 18.10.1887—15.03.1890     |
| Лабудзинский Дионисий Николаевич        | действительный статский советник        | 05.04.1890—26.06.1902     |
| Смирнов Владимир Александрович          | коллежский советник                     | 13.07.1902—14.03.1903     |
| Розеншильд-Паулин Алексей Александрович | статский советник                       | 14.03.1903—26.07.1909     |
| Татищев Никита Алексеевич               | поручик запаса                          | 26.07.1909—07.03.1911     |
| Яновский Александр Васильевич           | надворный советник (статский советник)  | 07.03.1911—1915           |
| Родзянко Алексей Валерианович           | статский советник                       | 1915—1916                 |
| Рокманов Михаил Михайлович              | коллежский советник                     | 1916—1917                 |

## Население
К 1 января 1895 г. в Ломжинской губернии насчитывалось 626 582 жителей (из них 320 165 женщин), в том числе непостоянного населения 30978 чел. Духовенства 215 (28 мон.), дворян 5233, купцов 2386, мещан 123266, крестьян 333419, шляхты 140775, военных сословий 1594, прочих сословий 348. Православных 3796, католиков 505016, протестантов 6270, евреев 111026, других исповеданий 475.
В этнографическом отношении постоянное население губернии состоит из: 1) мазуров (рассеянных по всей губернии, но преимущественно в Маковском и Островском уездах), 2) подлесян, или подляхов (в Мазовецком уезде), 3) курпиков (Kurpie), в Кольненском, Остроленском и отчасти Островском уездах, 4) евреев (в городах и посадах губернии) и 5) немцев, большей частью колонистов (в Ясеницкой гмине Островского уезда).
По данным переписи 1897 г. в Ломжинской губернии было 579592 жителя (300487 мжч. и 279105 жнщ.), из них в городах 74824 человека. Более значительные города: Ломжа (26 тыс. жителей), Остроленка (13 тыс. жителей) и Остров (10 тыс. жителей). Главная масса населения состояла из поляков (448065), за ними шли евреи (91236), русские (32044), немцы (4651) и др. Распределение жителей по уездам см. s:ЭСБЕ/Россия в ЭСБЕ.
Из всех этих народностей наименее известны курпики (до 90 тыс. чел.), происшедшие от смешения мазуров с остатками ятвягов и названные по обуви, которую они носят (kurpia — лапти); поселения их раскинуты над Бугом в 4-угольнике между посад. Броком, Нагошевым (pl:Nagoszewo (gmina Brok)), Длугосёдлом (pl:Długosiodło) и Бранщиком (pl:Brańszczyk). Они говорят на искажённом польском языке, имеющем характер особого наречия; исстари занимались бортничеством и промысловой охотой в местных, раньше непроходимых лесных дебрях; как искусные стрелки приобрели известность во время польских войн. В 1708 г., когда Карл XII шёл на Россию, на его пути около села Мышеницы курпики устроили засеки, окопались валом и, пользуясь болотистой местностью, преградили шведам дорогу, предложив им для свободного пропуска условия. Карл XII пошёл напролом, заставив пленных друг друга вешать; но отважные курпики собрались с силами и нанесли такой урон шведам, что Карл принуждён был бежать с одним только драбантом. По внешнему виду курпики напоминают литовцев. Они живут в опрятных деревянных домах, носят небольшие круглые шляпы, белые рубашки и жилеты, полукафтаны до колен, штаны в обтяжку, из белого сукна; на ногах традиционные лапти. Племя это отличается храбростью, добродушием и честностью, вошедшими в поговорку.
Национальный состав в 1897 году:
| Уезд             | поляки | евреи  | русские | латыши | немцы | украинцы |
| ---------------- | ------ | ------ | ------- | ------ | ----- | -------- |
| Губерния в целом | 77,3 % | 15,7 % | 4,8 %   | …      | …     | …        |
| Кольненский      | 86,3 % | 12,5 % | …       | …      | …     | …        |
| Ломжинский       | 69,0 % | 18,3 % | 9,8 %   | 1,0 %  | …     | …        |
| Мазовецкий       | 82,7 % | 15,8 % | 1,1 %   | …      | …     | …        |
| Маковский        | 82,1 % | 15,1 % | 1,7 %   | …      | …     | …        |
| Островский       | 73,2 % | 17,5 % | 5,1 %   | …      | 2,4 % | …        |
| Остроленский     | 78,6 % | 11,9 % | 7,3 %   | …      | …     | 1,1 %    |
| Щучинский        | 76,1 % | 17,8 % | 4,4 %   | …      | …     | …        |

### Видные уроженцы
- Реденс, Станислав Францевич
- Рубинштейн, Акиба Кивелевич

## Экономика
Климатические условия губернии и почва, хотя не особенно плодородная, но весьма удобная для обработки, а также и самый состав населения (преимущественно крестьяне и мелкая шляхта), способствовали тому, что Ломжинская губерния имеет характер исключительно земледельческий. В ней нет блестящих урожаев, но зато в общем урожай почти никогда не понижается до посредственного и обыкновенно бывает средним — сам-5, картофеля сам-7. По наблюдениям за десять лет (1883-92), в Ломжинской губернии собирается: ржи 5082000 пд., пшеницы 1535000 пд., овса 2053000 пд., ячменя 995000 пд., гречихи 489000 пд., проса 81000 пд., гороха 636000 пд., картофеля 17788000 пудов, сена около 5 млн пудов. В тесной связи с земледелием находится скотоводство, но как то, так и другое стоят на довольно низкой ступени развития. К началу 1895 г. насчитывалось: лошадей 75 т., быков и волов 30500, коров 130 тыс., телят и ялового скота 50 тыс., овец 190 тыс., свиней 80 тыс.
В местностях, богатых озёрами, и по pp. Бугу и Нареву население занимается также рыболовством с промышленной целью. Фабрик и заводов (к 1 января 1895) 691 с 1928 рабочими и общей суммой оборотов в 2383174 руб.; главную роль играют заводы пивоваренные и гончарные и ветряные мукомольные мельницы.
В Ломжинской губернии развита преимущественно мелочная торговля; ярмарок 177, но почти все они имеют характер больших базаров, на которых к ежедневным предметам торговли присоединяется продажа скота, холста, деревенской утвари и т. п. Общий оборот всех ярмарок не превышает 1 1/2 млн. руб.
Городские доходы во всей губернии составили 88050 р., расходы — 83339 р.
Ссудо-сберегательных касс 69; из них 4 открыты на правительственный капитал, 51 на прибыли от правительств. основного капитала и только 14 касс возникли на общественные средства. Кредитом из этих касс пользуются теперь все жители, кроме двух гмин, которые не пожелали иметь у себя касс. Основной капитал, отпущенный правительством, — 19054 руб. Чистая прибыль всех касс к 1 января 1895 г. составила 112411 руб.

## Медицина и образование
К 1 января 1895 г. врачей было 44, фармацевтов 33, аптек 29. 3 больницы (в г. Ломже, Щучине и Остроленке); кроме того имеются в г. Ломже еврейская и тюремная больницы. Домов призрения: в Тыкоцине, Остроленке и Ломже. Богадельни эти, равно как и детский приют в г. Ломже, содержатся на % с принадлежащих им капиталов. 2 частных благоготворительных общества, в Ломже и Острове. Учебных заведений 614, в которых обучается (янв. 1895) 14564 детей (3265 девоч.): 1 мужская 8-классная, 1 жен. 7-классн. гимназии, 5 двухклассн. нач. училищ, 133 однокл. народных училища, 3 частн. учебн. заведения III разряда, 1 евангелический канторат, 5 воскресно-ремесленных школ, 9 еврейских казённых нач. училищ, 526 еврейских вероисповедных школ. 1 учебн. заведение приходится на 870 жит., 1 учащийся — на 40 жит.

## Транспорт и связь
Ломжинская губерния имеет несколько шоссейных дорог; её касаются железные дороги. Брест-Граевская, Петербурго-Варшавская и Принаревская ветвь Варшаво-Тереспольской жел. дороги. Через реки 20 паромов и перевозов. Таможни в Граеве и Винценте (pl:Wincenta), таможенные заставы в Богуше (pl:Bogusze (województwo warmińsko-mazurskie)) и Творках (северо-западнее pl:Tama (województwo podlaskie); напротив восточно-прусской pl:Zawady-Tworki); переходный пункт в д. Домбровы (pl:Dąbrowy (województwo warmińsko-mazurskie)).

## Вооружённые силы
В Ломжинской губернии Российской империи были расквартированы следующие армейские подразделения:
- Донской казачий № 4 полк в г. Щучине,
- 4-й драгунский Новотроицко-Екатеринославский полк в Граево,
- 6-й драгунский Глуховской полк в Остролёнке,
- 6-й уланский Волынский полк в Ломже,
- 4-я пехотная дивизия в Ломже,
  - 13-й пехотный Белозерский полк в Ломже,
  - 14-й пехотный Олонецкий полк в Ломже,
  - 15-й пехотный Шлиссельбургский полк в Замброве,
  - 16-й пехотный Ладожский полк в Замброве,
- 6-я пехотная дивизия в Остролёнке,
  - 21-й пехотный Муромский полк в Остролёнке,
  - 22-й пехотный Нижегородский полк в Остролёнке,
  - 23-й пехотный Низовский полк в г. Острове,
  - 24-й пехотный Симбирский полк в г. Острове,
- 29-й пехотный Черниговский полк в Рожане,
- 4-я артиллерийская бригада в Замброве,
- 6-я артиллерийская бригада в Острове,
- 11-я конно-артиллерийская батарея в Остролёнке.
- Осовец-Крепость — на границе с Гродненской губернией

## Церковь
В вероисповедном отношении Ломжинская губерния не представляет самостоятельной целой епархии даже для католиков. Православных церквей 5. Католические приходы распределены между Сейнской (pl:Dekanat Sejny) и Плоцкой епархиями. Евангелическо-аугсбурское исповедание имеет 3 прихода.

## Источник
- Ломжинская губерния // Энциклопедический словарь Брокгауза и Ефрона : в 86 т. (82 т. и 4 доп.). — СПб., 1890—1907.